# كندا في الحرب العالمية الثانية

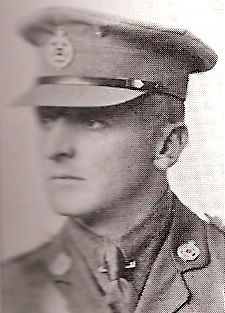
ويليام كارسون ماكبراين بزي العسكري للحرب العالمية الأولى

بدأت كندا خلال الحرب العالمية الثانية مع الغزو الألماني لبولندا في 1 سبتمبر عام 1939. في حين أن القوات المسلحة الكندية كانت نشطة في نهاية المطاف تقريبًا في كل مسرح الحرب، وكان مركز معظم القتال في إيطاليا، وشمال غرب أوروبا، وشمال الأطلسي. في المجمل، خدم حوالي 1.1 مليون كندي في الجيش الكندي، والبحرية الملكية الكندية، وسلاح الجو الملكي الكندي، وكما خدمت القوات في جميع أنحاء دول الكومنولث، قُتل ما يقارب 42,000 شخص وأُصيب 55,000 شخص بجروح. خلال الحرب، تعرضت كندا لهجوم مباشر في معركة سانت لورانس، وفي قصف منارة في إستيفان بوينت في كولومبيا البريطانية.
بلغت التكلفة المالية 21.8 مليار دولار بين عامي 1939 و 1950. وبحلول نهاية الحرب كان لكندا رابع أكبر قوة جوية في العالم، وخامس أكبر قوة بحرية. وأبحر الأسطول التجاري الكندي أكثر من 25,000 رحلة عبر المحيط الأطلسي، وتدرب حوالي 130,000 طيار من قوات الحلفاء في كندا ضمن خطة التدريب الجوي لدول الكومنولث البريطاني. في يوم الإنزال في نورماندي، 6 يونيو 1944، هبطت فرقة المشاة الكندية الثالثة على شاطئ «جونو» في نورماندي، بالتعاون مع القوات المتحالفة. كان للحرب العالمية الثانية آثار ثقافية، وسياسية، واقتصادية، كبيرة على كندا، بما في ذلك أزمة التجنيد الإجباري في عام 1944 التي أثرت على الوحدة بين الناطقين بالفرنسية والإنجليزية. عزز المجهود الحربي الاقتصاد الكندي وعزز موقف كندا العالمي.

## إعلان الحرب
عندما أعلنت المملكة المتحدة الحرب على ألمانيا في أغسطس عام 1914، كانت كندا دولة مستقلة من دول الكومنولث البريطاني ذات سيطرة كاملة على الشؤون الداخلية فقط، وبالتالي انضمت تلقائيًا إلى الحرب العالمية الأولى. بعد الحرب، أرادت الحكومة الكندية تجنب تكرار أزمة التجنيد عام 1917، التي قسمت البلاد والكنديين الفرنسيين والإنجليز. مشيرًا إلى أن «البرلمان سيقرر» في عام 1922، تجنب رئيس الوزراء وليام ليون ماكينزي كين المشاركة في أزمة تشاناك نظرًا لأن البرلمان الكندي لم يكن في حالة انعقاد.
أعطى تشريع وستمنستر لعام 1931 الاستقلال الذاتي لكندا في السياسة الخارجية. عندما دخلت بريطانيا الحرب العالمية الثانية في سبتمبر 1939، اقترح بعض الخبراء أن كندا لا تزال ملزمة بالإعلان البريطاني للحرب لأنه أُجري باسم الملك العام، لكن رئيس الوزراء كين قال مرة أخرى أن «البرلمان سيقرر».:2
في عام 1936، قال كين للبرلمان، «إن بلادنا مقيدة بمواقف دولية إلى درجة أعتقد بنفسي أنها تنذر بالخطر».:2 بقي كل من الحكومة والجمهور مترددين في المشاركة في حرب أوروبية، ويرجع ذلك جزئيًا إلى أزمة التجنيد عام 1917. صرح كل من الملك وزعيم المعارضة روبرت جيمس مانيون بمعارضتهما لتجنيد القوات للخدمة في الخارج في مارس 1939. ومع ذلك، لم يغير كين وجهة نظره لعام 1923 بأن كندا ستشارك في حرب إلى جانب الإمبراطورية سواء فعلت الولايات المتحدة أم لا. بحلول أغسطس 1939، اتحد مجلس الوزراء، بما في ذلك الكنديون الفرنسيون، للحرب بطريقة ربما لم تحصل خلال أزمة ميونيخ، رغم أن كُلًا من أعضاء مجلس الوزراء والبلاد أسسوا دعمهم جزئيًا على أن تكون مشاركة كندا «محدودة».:5–8
كان من الواضح أن كندا ستختار المشاركة في الحرب قبل غزو بولندا في 1 سبتمبر عام 1939. بعد أربعة أيام من إعلان المملكة المتحدة الحرب في 3 سبتمبر 1939، استُدعي البرلمان في جلسة خاصة وأعلن كل من كين ومانيون دعمهما لكندا باتباع بريطانيا، لكنها لم تعلن الحرب على الفور، وذلك جزئيًا لإظهار أن كندا كانت تنضم بمبادرة منها ولم تكن ملزمة بخوض الحرب.[بحاجة لمصدر] على عكس عام 1914 عندما جاءت الحرب كمفاجأة، أعدت الحكومة تدابير مختلفة لضبط الأسعار، والتقنين، والرقابة، وأُعيد تفعيل قانون تدابير الحرب لعام 1914. بعد يومين من النقاش، وافق مجلس العموم الكندي على خطاب ردًا على خطاب العرش في 9 سبتمبر 1939 يعطي سلطة إعلان الحرب على حكومة الملك. حاولت مجموعة صغيرة من المشرعين في كيبيك تعديل مشروع القانون، وصرح زعيم حزب سي سي إف جي إس ودسورث أن بعض حزبه عارضه. كان ودسورث العضو الوحيد في البرلمان الذي صوت ضد مشروع القانون، وبالتالي مُرر بالتزكية تقريبًا. كما أقر مجلس الشيوخ الكندي أيضًا مشروع القانون في ذلك اليوم. صاغ مجلس الوزراء إعلان الحرب في تلك الليلة، الذي وقعه الحاكم العام اللورد تويدسموير في 10 سبتمبر. وافق الملك جورج السادس على إعلان كندا الحرب مع ألمانيا في 10 سبتمبر. أعلنت كندا لاحقًا الحرب على إيطاليا (11 يونيو 1940)، واليابان (7 ديسمبر 1941)، وغيرها من دول المحور، ما كرّس مبدأ أن قانون وستمنستر منح هذه الاستقلال لكندا.

## الاستعدادات
رغم أن كندا كانت أقدم دومينيون في الكومنولث البريطاني، إلا أنها كانت في الغالب مترددة في دخول الحرب. كندا، التي يبلغ عدد سكانها ما بين 11 و 12 مليون نسمة، تمكنت في نهاية المطاف من تأسيس قوة مسلحة كبيرة للغاية. انضم حوالي 10 بالمئة من إجمالي سكان كندا إلى الجيش، مع جزء صغير فقط من المجندين. بعد النضال الطويل بسبب الكساد الكبير في ثلاثينيات القرن العشرين، أدت تحديات الحرب العالمية الثانية إلى تسريع تحول كندا إلى دولة حضرية وصناعية حديثة.
اتبعت كندا بشكل غير رسمي قاعدة العشر سنوات البريطانية التي قللت الإنفاق الدفاعي حتى بعد أن تخلت عنها بريطانيا في عام 1932. بعد أن عانت ما يقارب من 20 عامًا من الإهمال، كانت القوات المسلحة الكندية صغيرة وضعيفة التجهيز، وفي الغالب غير مستعدة للحرب عام 1939. بدأت حكومة كين في زيادة الإنفاق في عام 1936، لكن الزيادة لم تكن تحظى بشعبية. كان على الحكومة أن تصف ذلك بالدفاع عن كندا في المقام الأول، مع وجود حرب خارجية «مسؤولية ثانوية لهذا البلد، على الرغم من أنها تتطلب جهدًا نهائيًا أكبر بكثير». تسببت أزمة السوديت في عام 1938 في تضاعف الإنفاق السنوي تقريبًا. ومع ذلك، في مارس 1939، لم يكن لدى الميليشيا النشطة الدائمة (أو القوة الدائمة [بي إف]، وهي الجيش الكندي الدائم) سوى 4,169 ضابطًا ورجلًا، في حين بلغ عدد أفراد الميليشيا النشطة غير الدائمة (القوة الاحتياطية الكندية) 51,418 رجلًا في نهاية عام 1938، معظمهم مسلحون بالأسلحة منذ عام 1918. في مارس 1939 كان للبحرية الملكية الكندية 309 ضباطًا و2967 رتبًا بحرية، وكان لسلاح الجوي الملكي الكندي 360 ضابطًا و 2797 طيارًا.:2–5
حدد وزير الخارجية أوسكار دي سكيلتون سياسة الحرب التي تتبعها الحكومة. من أبرزها:
- تشاور مع بريطانيا وفرنسا، و «مشاورات سرية بنفس الأهمية مع واشنطن».
- إعطاء الأولوية للدفاع الكندي، وخاصة ساحل المحيط الهادئ.
- احتمال مساعدة نيوفاوندلاند وجزر الهند الغربية.
- يجب أن يكون سلاح الجو الملكي البريطاني أول من يخدم في الخارج.
- يمكن لكندا أن تخدم حلفاءها «الأكثر فعالية» من خلال توفير الذخائر، والمواد الأولية، والمواد الغذائية.[11]:9

وافق مجلس وزراء كين على هذه السياسة في 24 أغسطس 1939، وفي سبتمبر رفض اقتراح رؤساء الأركان بإنشاء فرقتين عسكريتين للخدمة في الخارج، ويرجع ذلك جزئيًا إلى التكلفة. وسرعان ما أظهرت استراتيجيته الحربية «المعتدلة» دعمها الوطني وثنائي اللغة في انتخابين. عندما دعا رئيس وزراء كيبيك موريس دوبليس إلى إجراء انتخابات على أساس برنامج مناهض للحرب، فاز الليبراليون في حزب أدلارد غودبوت بالأغلبية في 26 أكتوبر 1939. عندما أصدرت الجمعية التشريعية في أونتاريو تحليلًا ينتقد الحكومة لعدم خوضها الحرب «بالطريقة القوية التي يرغب شعب كندا في رؤيتها»، حل كين البرلمان الاتحادي، وفي الانتخابات التي أسفرت عنها في 26 مارس 1940، فاز الليبراليون بأكبر أغلبية في التاريخ.:9–11